# Mario Sports Mix
Mario Sports Mix (マリオスポーツミックス) est un jeu vidéo de sport développé par Square Enix sur Wii (ce qui explique la présence de quelques personnages des séries Final Fantasy, et Dragon Quest). Le jeu a été annoncé lors de l'E3 2010 durant la conférence de Nintendo. Le jeu comporte 4 jeux sportifs à jouer en famille, entre amis, ou encore, contre des bots. Les activités sont : du volley-ball, du basket-ball, du hockey sur glace et de la balle aux prisonniers (dodge-ball).

## Système de jeu
À l'écran d'accueil, on peut choisir 1 des 4 sports. Un mode "Sports Mix" peut être débloqué pendant le jeu ; ce mode est un tournoi qui regroupe tous les sports. Les sports ne sont pas jouables en solo, mais le joueur a le choix entre des équipes de 2 joueurs ou de 3 joueurs.

### Adversaires
- 2 adversaires + 2 adversaires ORDI = 4 adversaires
- 3 adversaires + 3 adversaires ORDI = 6 adversaires

### Dodgeball (ballon prisonnier)
Temps limités : 2 minutes  (120 secondes) à 4 minutes (240 secondes) et pas de temps limite (illimité)
Les joueurs doivent lancer le ballon sur les joueurs de l'équipe adverse. Si un joueur est percuté par la balle et que cette dernière touche ensuite le sol, il perd de la vie. Lorsqu'un personnage n'a plus de vie, il va dans la zone des "prisonniers". Il peut cependant continuer à lancer la balle et s'il touche un de ses adversaires avec la balle, il est libéré de la prison. L'équipe qui parvient à envoyer tous ses adversaires en prison remporte la manche. Si le temps imparti s'écoule, c'est l'équipe qui a le moins de joueurs prisonniers qui gagne. Il faut remporter le nombre de manches définies pour gagner le match. Les pièces servent à augmenter la puissance des lancers de ballon. Dans les options, il est également possible de jouer sans le temps imparti (illimité).

### Basket-ball
Temps limités : 1 minute 30 (90 secondes) à 3 minutes 30 (210 secondes)
Les joueurs doivent lancer le ballon dans le panier en reproduisant le mouvement avec la télécommande Wii. Un panier à l'intérieur de la raquette vaut 2 points, un panier en dehors de la raquette en vaut 3 et chaque pièce fait gagner un point supplémentaire lorsque le joueur marque. Les super-frappes valent 3 points dans tous les cas. Chaque période a un temps limité. L'équipe qui a le + de points lorsque toutes les périodes ont été jouées l'emporte à la fin du temps limité.

### Volley-ball
Scores : 10 points, 15 points, 21 points, 25 points (minimum) et maximum : 30 points
Les joueurs doivent envoyer la balle sur le sol du côté adverse après avoir effectué jusqu'à 2 passes entre eux. À chaque fois que la balle touche le sol du camp adverse, l'équipe remporte 1 point + 1 point par pièce récupérée. Lorsqu'une équipe remporte un nombre de points déterminé, la manche se termine et une nouvelle manche commence. La première équipe qui gagne le nombre de manches définies remporte le match.

### Hockey
Temps limités : 2 minutes (120 secondes) à 4 minutes (240 secondes)
Les joueurs doivent envoyer le palet dans les cages adverses. Chaque période a un temps limité. Lorsqu'un joueur marque un but, son équipe gagne un point plus un point par pièce récupérée. Lorsque toutes les périodes ont été jouées, l'équipe qui a le + de points l'emporte. Lorsque le joueur a terminé tous les sports en mode "Tournoi", il devra affronter le boss Béhémoth de la série "Final Fantasy". Il faut utiliser les météorites que l'on obtient dans les cases bonus pour office de balle avec laquelle on peut tirer (comme au dodgeball), dunker devant le boss (basket) et la lancer (comme au Volley) ou on peut utiliser son club de hockey. Il faut 5 pièces pour avoir une boule de feu. On peut aussi le blesser avec des carapaces et des Bob-Omb obtenus de la même manière que les météorites (l'effet sera juste moins fort). Il faut faire de même à la fin du Sports Mix, mais avec Roi Béhémoth.

### En général
Des cases "?" sur le sol permettent d'obtenir divers objets, que vous pourrez utiliser par l'intermédiaire du ballon si vous le souhaitez :
- Carapace verte et rouge : Pour la lancer sur l'adversaire ou augmenter les chances de marquer quand elle est utilisée avec le ballon ou le palet.
- Bob-Omb : Provoque une explosion.
- Mini Champi : Rétrécit un adversaire, et donc le rend moins rapide et l'empêche d'utiliser le ballon ou le palet normalement. L'effet s'estompe après quelques secondes ou lorsqu'un point est marqué.
- Étoile : Rend toute l'équipe invincible un court instant.

Aussi, les joueurs ont une jauge d'énergie qui, une fois remplie, leur permet d'utiliser leurs super coups en appuyant sur A et B (1 et 2 si le Nunchuk n'est pas utilisé). On la remplit en attaquant (dodgeball), en tirant (basket-ball et hockey) et en réceptionnant correctement (volley) 5 fois.

### Temps limités (basket-ball, dodgeball et hockey)
Temps limités présents dans les 3 sports :
- Basket-ball : 1 minute 30 (90 secondes) à 3 minutes 30 (210 secondes)
- Dodgeball : 2 minutes (120 secondes) à 4 minutes (240 secondes) et pas de temps limite (illimité)
- Hockey : 2 minutes (210 secondes) à 4 minutes (240 secondes)

### Univers
Liste des 4 univers présents dans "Mario Sports Mix" :
- Champignon
- Floral
- Étoilé
- Mystérieux (?)

### Terrains de jeux
Liste des 14 terrains de jeux présents dans "Mario Sports Mix" :
- Bvd. Bowser Jr.
- Château de Bowser
- Château de Peach
- Dock DK
- Flipper Waluigi
- Galion spectral
- Gare Far West
- Jardin Daisy
- Manoir de Luigi
- Parc de Toad
- Plage Koopa
- Stade Mario
- Usine Wario
- Vaisseau spatial

### Niveaux de difficulté avec le nombre d'étoiles  (1 à 4)
Liste des 4 niveaux de difficulté présents dans "Mario Sports Mix" :
- Facile : 1 étoile
- Normal : 2 étoiles
- Difficile : 3 étoiles
- Expert : 4 étoiles

### Personnages
Le jeu contiendra une grande partie des personnages déjà présents dans Mario Slam Basketball qui seront divisés en 5 catégories : les complets, les techniques, les puissants, les rapides et les spéciaux, et proviennent de trois univers vidéoludiques différents, celui de Super Mario, celui de Dragon Quest et celui de Final Fantasy :
- Mario : complet
- Luigi : complet
- Peach : technique
- Daisy : technique
- Bowser : puissant
- Bowser Jr. : rapide
- Wario : puissant
- Waluigi : technique
- Yoshi : complet
- Toad : rapide
- Donkey Kong : puissant
- Diddy Kong : rapide
- Ninja : complet
- Mage blanc (Final Fantasy) : technique
- Mage noir (Final Fantasy) : spécial
- Mog (Final Fantasy) : technique
- Pampa (Final Fantasy) : rapide
- Mii : complet
- Gluant (Dragon Quest) : spécial

Au début du jeu, seuls les personnages de l'univers de Mario et les Mii sont jouables. Pour débloquer les personnages de Square Enix, il faut jouer 28 (Gluant) puis 60 matchs tous modes confondus (Pampa), remporter une fois la Coupe Champignon (Mog), finir la Route Étoile (passage secret de la Coupe Étoile disponible à partir du deuxième passage), 1 fois (Ninja), 2 fois (Mage blanc) puis 3 fois (Mage noir). Pour les 3 premiers personnages cachés, il faut réaliser les performances citées ci-dessus dans tous les sports pour les avoir partout, tandis que pour les 3 derniers, réaliser la performance dans un seul sport suffit pour les avoir dans tous les sports.

### Tenues secrètes
Les personnages suivants ont des tenues secrètes :
- Yoshi : Rose (15 matches) ; Bleu Ciel (20 matches) ; Jaune (25 matches)
- Toad : Bleu (15 matches) ; Jaune (20 matches) ; Vert (25 matches)
- Peach : Tennis (40 matches)
- Daisy : Tennis (40 matches)
- Ninja : Ombre Blanche (20 matches)
- Mage blanc: Perle (20 matches)
- Mage noir : Magma (20 matches)
- Gluant : Gluante (20 matches) ; Gluant de métal (40 matches)

Pour débloquer ces tenues, il faut jouer le nombre de matchs indiqué ci-dessus avec le personnage correspondant.

## Modes de jeu
Le jeu possède plusieurs modes:
- Exhibition : Simple partie en 2 contre 2 ou 3 contre 3. Les joueurs choisiront leur sport, leurs personnages et leur terrain. Ce mode est jouable jusqu'à 4 joueurs.
- Tournoi : Le joueur constitue une équipe de 2 ou de 3 personnages et affronte d'autres équipes contrôlées par l'ordinateur du 1er tour jusqu'à la finale. Ce mode est jouable jusqu'à 3 joueurs.
- Mini-Jeux : Un mini-jeu par épreuve sportive.
- Wi-Fi : Tous les sports à part le Volley-Ball se jouent à 3 contre 3 mais si quelqu'un joue à 2 sur la même console, la partie se joue en 2 contre 2.

## Accueil

### Ventes
En avril 2011, il y a eu un total de 1,54 million de copies vendues dans le monde.